# Поселення Шманьківчики I
Поселення Шманьківчики I — щойновиявлена пам'ятка археології в селі Шманьківчиках Заводської громади Чортківського району Тернопільської области України.

## Відомості
Розташована на вулиці Шевченка, в північно-західних околицях села, на правому березі струмка.
У 2012 році поселення обстежували працівники Тернопільської обласної інспекції охорони пам'яток А. Загородній, А. Чокан. Під час обстеження пам'ятки виявлено старожитності трипільської культури та ранньозалізного часу.